# Grammonota vittata
Grammonota vittata là một loài nhện trong họ Linyphiidae.
Loài này thuộc chi Grammonota. Grammonota vittata được Barrows miêu tả năm 1919.